# Supercoppa italiana 2013 (hockey su pista)
La Supercoppa italiana 2013 è stata la 9ª edizione dell'omonima competizione italiana di hockey su pista. Il torneo ha avuto luogo presso il Palalido di Valdagno il 5 ottobre 2013.
Il trofeo è stato conquistato dal CGC Viareggio per la prima volta nella sua storia.

## Squadre partecipanti
| Club          | Qualificazione                                | Partecipazioni precedenti (il grassetto indica la vittoria) |
| ------------- | --------------------------------------------- | ----------------------------------------------------------- |
| Valdagno 1938 | Vincitore della Serie A1 e della Coppa Italia | 2010, 2011, 2012                                            |
| CGC Viareggio | Finalista della Serie A1 e della Coppa Italia | 2011                                                        |

## Risultati
| Arbitri: | Strippoli (Bari) Tartarelli (Matera) |

|                                                                              |                |                                                                                      |
| C. Nicolía 16'06" M. Tataranni 23'11" 32'39" 39'05" D. Motaran 37'38" (aut.) | Marcatori      | 13'04" 16'29" D. Motaran 33'52" M. Montivero 34'26" M. Bertolucci 38'31" F. Montigel |
| D. Nicoletti M. Platero M. Rodrìguez M. Tataranni C. Nicolía                 | Shootout 3 – 4 | A. Bertolucci F. Montigel D. Motaran M. Bertolucci M. Montivero                      |

| Valdagno 1938 |   |                    |
|               |   |                    |
| E             | ? | Leonardo Dal Ronco |
| P             | ? | Riccardo Gnata     |
| E             | ? | Giulio Nardon      |
| E             | ? | Diego Nicoletti    |
| E             | ? | Carlos Nicolía     |
| P             | ? | Luca Nieddu        |
| E             | ? | Matías Platero     |
| E             | ? | Mario Rodrìguez    |
| E             | ? | Davide Spagnolo    |
| E             | ? | Massimo Tataranni  |
| Allenatore:   |   |                    |
| Franco Vanzo  |   |                    |

| CGC Viareggio    |   |                       |
|                  |   |                       |
| P                | ? | Leonardo Barozzi      |
| E                | ? | Alessandro Bertolucci |
| E                | ? | Mirko Bertolucci      |
| E                | ? | Romeo D'Anna          |
| E                | ? | Ferdinando Montigel   |
| E                | ? | Martin Montivero      |
| E                | ? | Davide Motaran        |
| P                | ? | Lorenzo Paoli         |
| E                | ? | Stefano Santucci      |
| Allenatore:      |   |                       |
| Massimo Mariotti |   |                       |